# Aeroporto Internacional de Cruzeiro do Sul
Aeroporto Internacional de Cruzeiro do Sul (Nederlands: Internationale luchthaven Cruzeiro do Sul) is de luchthaven van de Braziliaanse stad Cruzeiro do Sul. Ze ligt op ongeveer 10 km ten westen van het centrum van de stad. Ze is een van de twee luchthavens in de staat Acre (de andere is Aeroporto Internacional de Rio Branco in de hoofdstad Rio Branco) en de meest westelijke luchthaven in Brazilië die door lijnvluchten wordt bediend.
De luchthaven werd ingehuldigd op 28 oktober 1970. In 2009 werd een nieuw terminalgebouw opgericht, dat 300.000 passagiers per jaar kan verwerken.
De luchthaven wordt uitgebaat door het overheidsbedrijf Infraero. Volgens de statistieken van Infraero verwerkte de luchthaven 5.573 vliegbewegingen en 74.719 passagiers in 2014; dit tegenover 6.641 vliegbewegingen en 124.973 passagiers in 2010. De binnenlandse regelmatige vluchten vielen van 2011 naar 2012 terug van 1.599 naar 780 vliegbewegingen en het aantal passagiers halveerde toen ongeveer (van 106.510 naar 53.833).